# DUKW

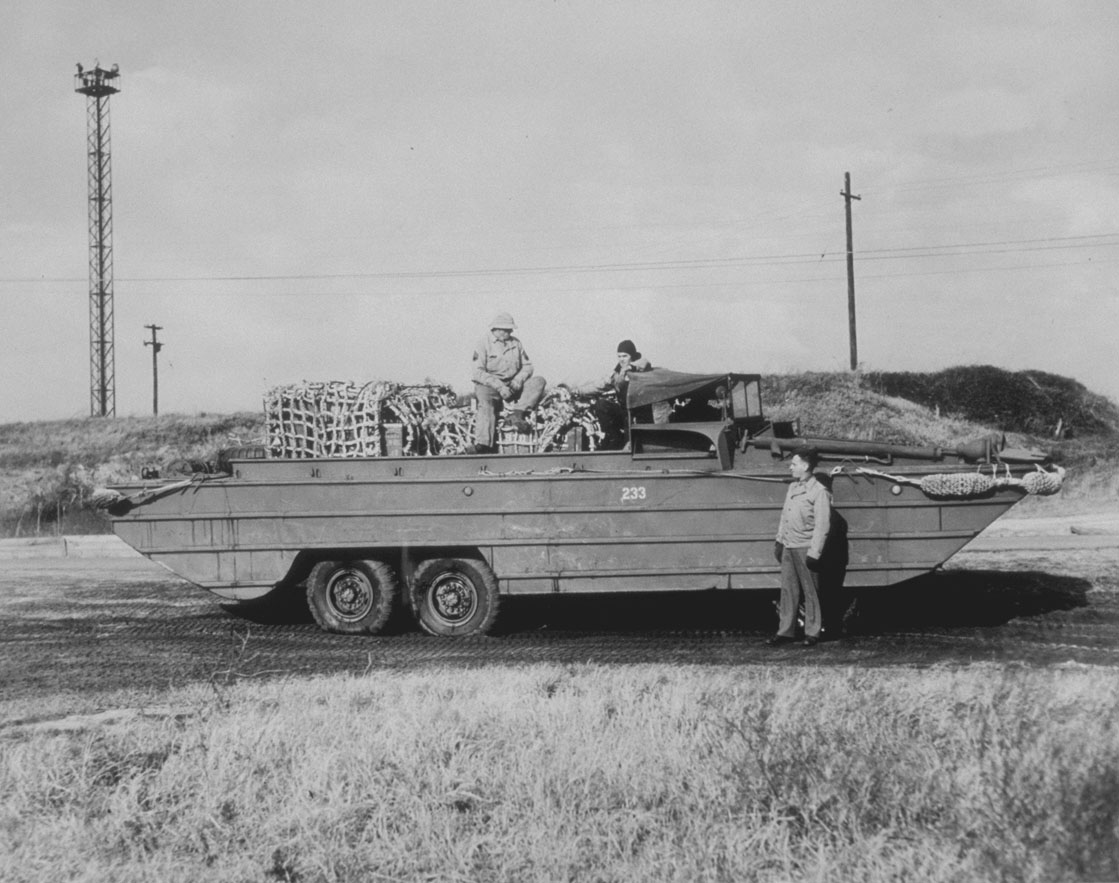
Camión anfibio DUKW.

El DUKW (pronunciado popularmente como DUCK, en inglés: pato) es un vehículo anfibio de seis ruedas basado en las modificaciones introducidas a partir del camión GMC CCKW  de 2 toneladas diseñado por la General Motors Corporation durante la Segunda Guerra Mundial, para transportar bienes y tropas por tierra y agua.
Se usaron en la invasión de Sicilia (1943) donde intervinieron unos mil DUKW.